# Jane Bowles
Jane Bowles, född Jane Sydney Auer 22 februari 1917 i New York, död 4 maj 1973 i Málaga i Spanien, var en amerikansk romanförfattare och dramatiker.
Jane Bowles var gift med författaren och kompositören Paul Bowles.

## Verkförteckning (svenska)
- Två allvarligt sinnade damer (roman) (översättning Eva Thomson-Roos, Gebers, 1967)
  - Nyutgåva (AWE/Geber, 1989), i serien Moderna mästare. ISBN 91-20-07615-0
- I lusthuset (pjäs) (otryckt översättning av Staffan Holmgren, bearbetad för teatern av Sofia Jupither och Jacob Hirdwall, för (Kungliga Dramatiska Teatern, 2011)